# Benno von Knobelsdorff-Brenkenhoff
Benno von Knobelsdorff-Brenkenhoff (* 8. Dezember 1915 in Berlin-Moabit; † 28. Mai 2002 in Bonn) war ein deutscher Offizier, zuletzt Oberstleutnant der Bundeswehr, Historiker, Familienforscher und Autor.

## Leben

### Familie
Er entstammte den alten Adelsgeschlechtern Knobelsdorff und Brenkenhoff, seine Eltern waren der Oberregierungsrat und Oberst a. D. Hans-Caspar von Knobelsdorff-Brenkenhoff und Maria geb. Freiin von Mahs. Am 12. Oktober 1940 heiratete er in Wilhelmshaven Mirjam von Grumbkow (* 26. Mai 1915 in Wilhelmshaven; † 13. Juni 2006 in Bonn), Tochter des Kapitäns zur See Kurt von Grumbkow und seiner Ehefrau Ella Margareta geb. Grundies verw. Neumann-Silkow. Aus der Ehe gingen zwei Töchter hervor.

### Werdegang
Seit seiner frühesten Jugend an war er sehr sportlich. Während seiner Schulferien in Pasewalk lernte er Reiten bei seinem älteren Vetter Kurt-Christoph von Knobelsdorff, dem bekannten Turnierreiter. Später gab er selbst Reitstunden. Er schloss sich der Jugendbewegung Großdeutscher Jugendbund an, der seinen Aufbruch beim Freideutschen Jugendtag erfahren hatte. In Berlin hatte er wegen Umzugs verschiedene Gymnasien besucht: das Luisengymnasium, das Französische Gymnasium und das Realgymnasium in Berlin-Tempelhof, wo er 1935 die Reifeprüfung ablegte.
Im selben Jahr wurde er als Rekrut zur neugeschaffenen Wehrmacht einberufen. Er schlug die Offizierslaufbahn ein. Im Zweiten Weltkrieg wurde er mehrfach schwer, z. T. lebensgefährlich, verwundet. Am 7. Mai 1945 geriet er an der Elbe in sowjetische Kriegsgefangenschaft, aus der er 1950 nach Schwerstarbeit und Mangelernährung entlassen wurde.
Auf Grund einer bestandenen Aufnahmeprüfung für Spätheimkehrer erhielt er einen Studienplatz an der Pädagogischen Hochschule in Oldenburg i.O. Nach seiner Tätigkeit als Volksschullehrer in Wilhelmshaven und seiner 2. Staatsprüfung nahm er das Angebot an, an seiner ehemaligen Hochschule in Oldenburg als Pädagogischer Assistent zu arbeiten.
Ende 1955 trat er in die Bundeswehr (Verteidigungsministerium) in Bonn ein und wurde danach in Wolfenbüttel, Koblenz (Schule für Innere Führung), Hamburg (Stellvertretender Brigadekommandeur) und zum Ende seiner Dienstzeit wieder in Bonn auf der Hardthöhe eingesetzt, wo er mit dem Dienstgrad Oberstleutnant pensioniert wurde.
Nach dem Abschied aus der Bundeswehr absolvierte er ein Studium der Geschichte und der Historischen Geographie an der Rheinischen Friedrich-Wilhelms-Universität Bonn, erlernte die polnische Sprache und promovierte 1983 bei Walther Hubatsch mit der Dissertation: Eine Provinz im Frieden erobert. Brenckenhoff als Leiter des friderizianischen Retablissements in Pommern 1762–1780.

## Mitgliedschaften
Er war u. a. Mitglied
- des Arbeitskreises für genetische Siedlungsforschung (heute ARKUM – Arbeitskreis für historische Kulturlandschaftsforschung in Mitteleuropa e. V.)
- der Landesgeschichtlichen Vereinigung für die Mark Brandenburg e. V.
- der Historischen Kommission für Pommern
- der Gesellschaft für Pommersche Geschichte, Altertumskunde und Kunst e. V.
- des Gelben Kreises
- des Freien Deutschen Autorenverbandes (FDA)
- des Potsdam-Clubs e.V.

## Auszeichnungen
Er war Rechtsritter des Johanniterordens, Träger des Eisernen Kreuzes II. und I. Klasse und des Bundesverdienstkreuzes am Bande.

## Werke (Auswahl)
- Georg Wenceslaus von Knobelsdorff, Baumeister und Freund Friedrichs des Großen; 1973.
- Brenkenhoffs Schreiben aus Hohen Carzig 1776 und Driesen 1764; 1976.
- Eine Provinz im Frieden erobert, Brenckenhoff als Leiter des friderizianischen Retablissements in Pommern 1762–1780; 1984 (online bei der Baltischen Digitalen Bibliothek).
- Anhalt-Dessau 1737–1762. Seine vier Fürsten und Brenckenhoff; 1987.
- Die „Aal-Beek-Kolonisten“ und das Thurbruch auf der Insel Usedom in Vorpommern; 1992.
- Briefe aus den Befreiungskriegen. Ein Beitrag zur Situation von Truppe und Heimat in den Jahren 1813/14; 1981, erweiterte Neuauflage 1998.
- 300. Geburtstag G. W. von Knobelsdorff. Der Architekt und Maler, 1699-1753. In: „Zum Maler und zum großen Architekten geboren“, Friedrich der Große, Katalog zur Ausstellung im Schloß Charlottenburg; 1999.

- Der Gelbe Kreis:
  - Nr. 387/388, Juni/Juli 1986, S. 256: Aus der Sattelperspektive.
  - Sonderdruck 20, 1988: Jugend als Wegweiser? – Zwiegespräch von zwei Bündischen des Großdeutschen Jugendbundes, Freischar junger Nation.
  - Nr. 493, Mai 1995, S. 108: Die letzten Stunden an der Elbe.

- Baltische Studien (online bei Universitätsbibliothek Greifswald):
  - Band 65, 1979: Zu Brenkenhoffs Tätigkeit auf dem Gebiet der Landeskultur in Vor- und Hinterpommern 1762–1780 (Erster Teil).
  - Band 69, 1983: Zu Brenkenhoffs Tätigkeit auf dem Gebiet der Landeskultur in Vor- und Hinterpommern 1762–1780 (Zweiter Teil).
  - Band 70, 1984: Zu Brenkenhoffs Tätigkeit auf dem Gebiet der Landeskultur in Vor- und Hinterpommern (Dritter Teil).
  - Band 73, 1987: Neustettin und die Ablassungsarbeiten an Vilm- und Streitzig-See im 18. Jahrhundert.
  - Band 74, 1988: Anlage von Kolonien und Bau von Kolonistenhäusern an der Madue in friderizianischer Zeit.